# 상징

상징의 예

상징(象徵, symbol)은 연상, 닮음, 관례에 의해 다른 것을 표현하는 개체, 그림, 쓰인 말, 소리, 마크와 같은 것이다.
이를테면 빨간 팔각형은 "STOP"을 표현한다. 지도에서 교차된 사브르는 전장(戰場)을 가리킨다. 숫자(numerals)는 수(numbers)에 대한 상징이다.
모든 언어는 상징으로 구성되어 있다. "고양이"이라는 낱말은 실제 고양이가 아니고, 단지 고양이라는 관념을 표현한다.

## 같이 보기
- 기호
- 엠블럼
- 로고
- 글꼴
- 글립
- 캐릭터
- 마스코트
- 디자인
- 폰트